# Station Saint-Leu-la-Forêt
Station Saint-Leu-la-Forêt is een spoorwegstation aan de spoorlijn Ermont-Eaubonne - Valmondois. Het ligt in de Franse gemeente Saint-Leu-la-Forêt in het departement Val-d'Oise (Île-de-France).

## Ligging
Het station ligt op kilometerpunt 18,710 van de spoorlijn Ermont-Eaubonne - Valmondois (nulpunt in Saint-Denis).

## Diensten
Het station wordt aangedaan door treinen van Transilien lijn H tussen Paris-Nord en Persan - Beaumont, via Ermont - Eaubonne. Sommige treinen hebben dit station als eindpunt.

## Vorig en volgend station
| Richting                        | Vorig station           | Lijn    | Volgend station         | Richting   |
| ------------------------------- | ----------------------- | ------- | ----------------------- | ---------- |
| Persan - Beaumont (of Eindpunt) | Vaucelles (of Eindpunt) | Trans H | Gros Noyer - Saint-Prix | Paris-Nord |